# 轨道衰变

天宫一号运行最后一年，包括不受控大气层再入的高度示意图。

在航天动力学中，轨道衰变是两个相互绕轨道运行物体之间的轨道逐渐衰减，以致其最接近时近拱距离减少的过程。这些相互绕轨道运行的物体（一般是天体）可以是行星及其卫星、恒星和任何绕其运行的物体，也可以是任何双星系统组成部分。从力学分析上看，如果没有类似摩擦的机制从轨道运动中转移能量，轨道就永远不会衰减。这些类似摩擦的机制可以是机械、重力或电磁效应中的任何一种。对于近地轨道物体，最明显的影响当然是大气层阻力。
当小质量物体长期不断撞击一个物体表面时，轨道衰变最终会导致其运行轨道缩短以致坠毁。对于进入大气层的物体，轨道衰变的结果一般是经大气层再入后焚毁或撞击地表。或者对于接近恒星的物体例如彗星，轨道衰变在经恒星强烈辐射后焚毁。恒星质量物体之碰撞通常会产生灾难性影响，如伽玛射线暴和可探测之引力波。
由于大气阻力，在没有推进下于地球上方完成至少一整周的近圆轨道的物体拱點约为150公里，而椭圆公转的近拱点大约90公里。